# Pak Yong-hui
Dans ce nom, le nom de famille, Pak, précède le nom personnel.
Pour les articles homonymes, voir Pak.
Pak Yong-hui (prononciation coréenne : /pa.ɡjʌŋ.ɦi/ ou /pak̚.jʌŋ.ɦi/) est une tireuse sportive nord-coréenne, née le 24 août 1970 à Pyongyang. Elle remporte une médaille d'argent aux Jeux asiatiques de 2002 à Busan (Corée du Sud) ainsi qu'à la Coupe du monde de tir de l'ISSF en 2008 à Pékin (Chine), en ayant marqué respectivement 83 et 90 points,.
Aux Jeux olympiques d'été de 2008 à Pékin, Pak représente la Corée du Nord à l'épreuve féminine de trap et termine 18e avec 56 points.